# Родовое
Родовое (латыш. Radavoja) — деревня в Палкинском районе Псковской области России. 
Входит в состав Качановской волости. До апреля 2015 года деревня была административным центром Родовской волости.
C 1920 до 1944 гг. входила в состав Яунлатгальского (Абренского) уезда Латвии (Radavoja).

## География
Расположена в 21 км к югу от посёлка Палкино на реке Вяда у впадения Опочны.
До деревни ходит автобус (маршрут Псков-Горбунова Гора).

## Население
| 2001 | 2002 | 2010 | 2014 | 2015 | 2016 |
| ---- | ---- | ---- | ---- | ---- | ---- |
| 253  | ↗268 | ↘230 | ↘219 | ↘215 | ↘209 |

## История и культура
В деревне находится Свято-Троицкая церковь. Иногда её называют Новомуравеинской, поскольку ранее деревня Родовое относилась к Муравеинскому приходу, а церковь находилась в ныне несуществующей деревне Муравеино. В Родовом Свято-Троицкая церковь была построена в 1926—1928 годах, архитектор Шервинский Владимир Максимович,  строительство вёл мастер из Резекне Гудыль Сергей (Гудулис Изидор, Izidors Gudulis). В наши дни церковь действует.
В 2006—2007 годах в деревне проходили съёмки некоторых эпизодов фильма «Мы из будущего».